# Amburaneae
Tribu
Synonymes
- clade Amburana
- clade Amburaneae
- groupe Dussia sensu Polhill, 1994
- groupe Myroxylon sensu Polhill, 1994
- Sophoreae sensu Polhill, 1981 pro parte 2
- Swartzieae sensu Cowan, 1981 pro parte A

Les Amburaneae sont une tribu de plantes à fleurs de la famille des Fabaceae et de la sous-famille des Faboideae (ou Papilionaceae). C'est l'une des trois tribus du clade ADA.
Le genre type est Amburana Schwacke & Taub.
Cette tribu est composée de genres autrefois placés parmi les Sophoreae ou les Swartzieae. Elle n'a pas pour le moment une définition phylogénétique basée sur un nœud. Il lui manque aussi une synapomorphie morphologique claire. Cependant, les membres des Amburaneae, de même que les espèce de son groupe frère, les Dipterygeae, produisent une variété de résines (baumes, coumarines, etc.).

## Liste des genres
- Amburana Schwacke & Taub.
- Cordyla Lour. (incluant Dupya)
- Dussia Krug & Urb. ex Taub.
- Mildbraediodendron Harms
- Myrocarpus Allemão
- Myrospermum Jacq.
- Myroxylon L.f.
- Petaladenium Ducke